# Aïn El Turk
Aïn El Turk (em árabe: عيْن التُرْكْ) é uma comuna localizada na província de Orã, Argélia. De acordo com o censo de 2009, a população total da cidade era de 35 687 habitantes.

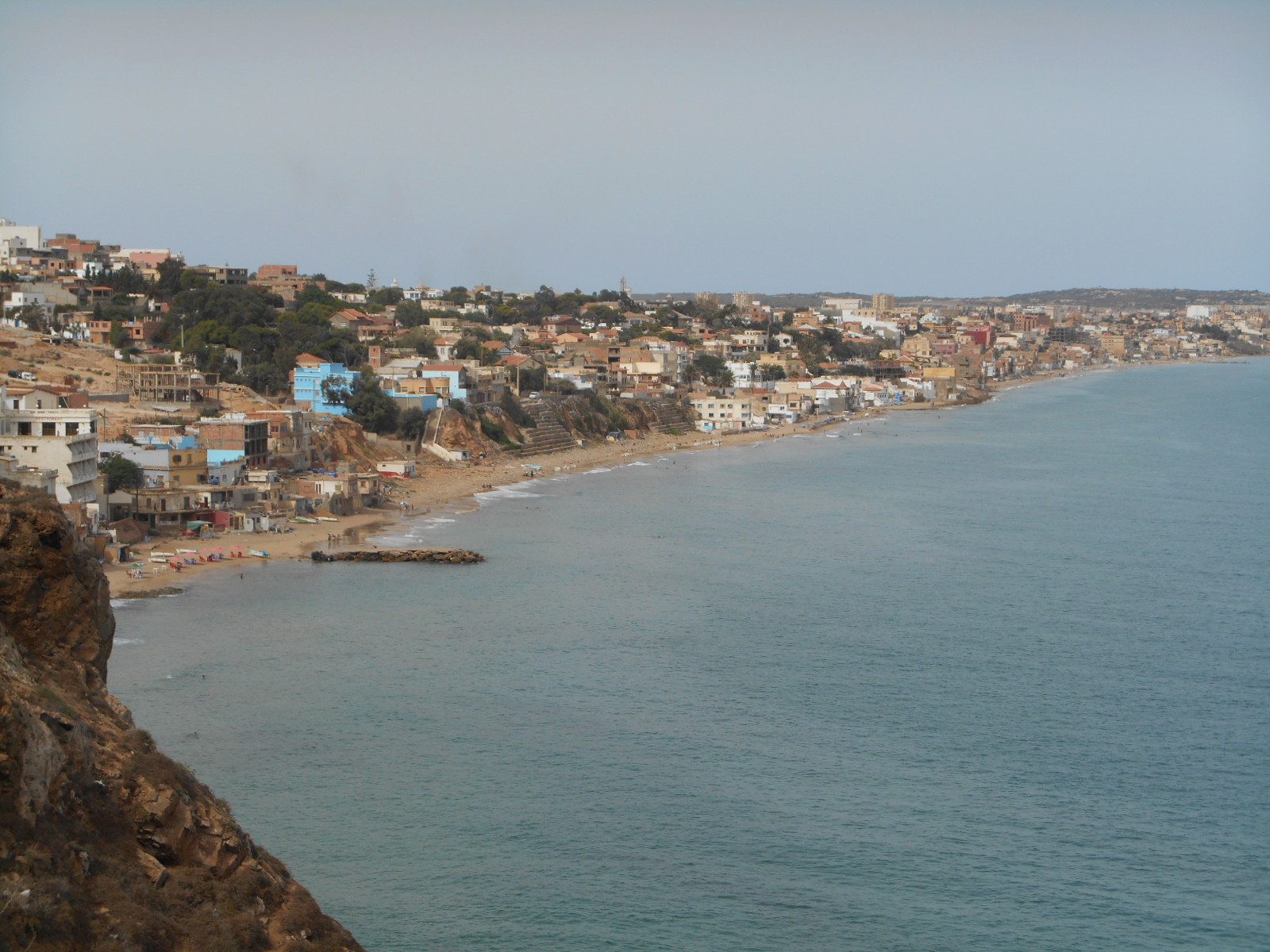
Aïn El Turk